# Ридли, Мэттью, 3-й виконт Ридли
Мэтью Уайт Ридли, 3-й виконт Ридли (англ. Matthew White Ridley, 3nd Viscount Ridley; 16 декабря 1902 — 25 февраля 1964) — британский пэр, землевладелец, государственный служащий и гонщик.

## Ранняя жизнь и образование
Родился 16 декабря 1902 года в Марилебоне (Лондон). Единственный сын и наследник Мэтью Уайта Ридли, 2-го виконта Ридли, и Розамонды Корнелии Квладис Гест (1878—1947), дочери Айвора Берти Геста, 1-го барона Уимборна, и леди Корнелии Генриетты Мэри Спенсер-Черчилль. Он получил образование в Итонском колледже и в Баллиол-колледже Оксфордского университета.
14 февраля 1916 года после смерти своего отца 13-летний Мэтью Ридли унаследовал титулы 3-го виконта Ридли, 3-го барона Уэнслидейла из Благдона и Блайта в графстве Нортумберленд и 7-го баронета Ридли из Благдона. Он занял своё место в Палате лордов в 1924 году.

## Гонки
Лорд Ридли был инженером-самоучкой и энтузиастом автогонок. В семейном поместье Благдон-Холл он спроектировал и построил свой собственный автомобиль, чтобы бросить вызов рекордам скорости для автомобилей класса H (501—750 см³). В 1931 году он установил рекорды «летящего километра и летящей мили» в Международном классе A в Бруклендсе со средней скоростью 105,42 миль в час (километр) и 104,56 миль в час (миля). Он был тяжело ранен в аварии в Бруклендсе в конце сезона 1931 года, когда его автомобиль, как сообщается, достиг скорости 112 миль в час.

## Карьера
Он унаследовал значительные поместья в Нортумберленде (10 000 акров) и посвятил свою жизнь общественным делам. Он был членом Совета графства Нортумберленд с 1928 года до своей смерти и председателем Ассоциации развития северо-востока, Ассоциации промышленности и развития северо-востока, Северного регионального совета по промышленности.
В бизнесе он также занимал пост председателя Consett Iron Works, директора пароходной компании Moor Line и члена совета директоров Lloyds Bank.
Виконт Ридли служил в Территориальной армии, был офицером Нортумберлендского йоменского полка и почетным полковником инженеров-электриков Tyne. На национальном уровне он занимал должности директора по производству водорода в Министерстве авиации, директора по производству газомоторных транспортных средств в Министерстве транспорта и регионального контролера Северного региона в Министерстве производства . Во время Второй мировой войны он спроектировал вспомогательный двигатель для Short Sunderland.
В 1937 году он стал председателем совета Королевского колледжа в Ньюкасле и сыграл значительную роль в создании нового Университета Ньюкасл-апон-Тайн.
В 1938 году виконт Ридли получил звание командора Ордена Британской империи за «общественные заслуги в Дареме и Тайнсайде».
Лорд Ридли скончался 25 февраля 1964 года в возрасте 61 года в Нортумберленде. Ему наследовал его старший сын Мэтью.

## Семья
13 октября 1924 года Мэтью Ридли женился на Урсуле Лаченс (1904 — 28 декабря 1967), дочери сэра Эдвина Лэндсира Лаченса и леди Эмили Бульвер-Литтон (дочери Роберта Бульвер-Литтона, 1-го графа Литтона). У супругов было трое детей:
- Мэтью Уайт Ридли, 4-й виконт Ридли (29 июля 1925 — 22 марта 2012), старший сын и преемник отца.
- Николас Ридли, барон Ридли из Лиддесдейла (17 февраля 1929 — 4 марта 1993)
- Достопочтенная Лора Консуэло Ридли (? — 22 июня 1982), в 1954 году она вышла замуж за Эдриана Фредерика Марка Каррика, от брака с которым у неё было трое детей.